# Croagh Patrick
Croagh Patrick (irl. Cruach Phádraig), zwana także The Reek – odosobniona góra (764 m n.p.m.) o stożkowatym kształcie położona w zachodniej części Irlandii w hrabstwie Mayo, około 8 km od Westport między Murrisk i Lecanvey. Wysokość względna góry wynosi 640 m. Góra jest trzecią co do wysokości w hrabstwie Mayo, za Mweelrea (814 m n.p.m.) i Nephin (806 m n.p.m.).
Jest to miejsce pielgrzymkowe związane z kultem patrona Irlandii, świętego Patryka. Według wierzeń święty spędził na niej 40 dni w 441 r., modląc się i powstrzymując od jedzenia w czasie wielkiego postu. Istnieje parę legend na temat tej góry. Jedna głosi, że przy tej okazji przepędził wszystkie węże z wyspy, inna zaś mówi o tym, jak wygonił stąd za pomocą dzwonu św. Brygidy złe duchy przybierające postać ptaków oraz pokonał starego boga Lugha.
Corocznie odbywa tu pielgrzymkę około 60 tys. osób, z czego 15 do 20 tys. w ostatnią niedzielę lipca (ang. Reek Sunday, Garland Sunday). Początkowo pielgrzymka odbywała się w dniu patrona (17 marca), później, ze względu na trudne warunki pogodowe, przeniesiono ją na lato. Pątnicy pokonują trudną, kamienistą trasę (część z nich boso), aby osiągnąć wierzchołek z wybudowaną w 1905 roku kapliczką.